# Llista d'asteroides/196601-196700
| Nom      | Designació provisional | Data de descobriment   | Lloc de descobriment | Descobridor/s               |
| -------- | ---------------------- | ---------------------- | -------------------- | --------------------------- |
| 196601 - | 2003 QY68              | 25 d'agost de 2003     | Reedy Creek          | J. Broughton                |
| 196602 - | 2003 QQ70              | 23 d'agost de 2003     | Socorro              | LINEAR                      |
| 196603 - | 2003 QT70              | 23 d'agost de 2003     | Palomar              | NEAT                        |
| 196604 - | 2003 QH74              | 24 d'agost de 2003     | Socorro              | LINEAR                      |
| 196605 - | 2003 QM75              | 24 d'agost de 2003     | Socorro              | LINEAR                      |
| 196606 - | 2003 QX75              | 24 d'agost de 2003     | Socorro              | LINEAR                      |
| 196607 - | 2003 QC76              | 24 d'agost de 2003     | Socorro              | LINEAR                      |
| 196608 - | 2003 QE77              | 24 d'agost de 2003     | Socorro              | LINEAR                      |
| 196609 - | 2003 QQ78              | 24 d'agost de 2003     | Socorro              | LINEAR                      |
| 196610 - | 2003 QK79              | 25 d'agost de 2003     | Socorro              | LINEAR                      |
| 196611 - | 2003 QA85              | 24 d'agost de 2003     | Socorro              | LINEAR                      |
| 196612 - | 2003 QQ89              | 27 d'agost de 2003     | Haleakala            | NEAT                        |
| 196613 - | 2003 QN90              | 28 d'agost de 2003     | Socorro              | LINEAR                      |
| 196614 - | 2003 QB96              | 30 d'agost de 2003     | Kitt Peak            | Spacewatch                  |
| 196615 - | 2003 QY107             | 31 d'agost de 2003     | Socorro              | LINEAR                      |
| 196616 - | 2003 QE108             | 31 d'agost de 2003     | Socorro              | LINEAR                      |
| 196617 - | 2003 QQ111             | 31 d'agost de 2003     | Kitt Peak            | Spacewatch                  |
| 196618 - | 2003 QG114             | 26 d'agost de 2003     | Socorro              | LINEAR                      |
| 196619 - | 2003 RH3               | 1 de setembre de 2003  | Socorro              | LINEAR                      |
| 196620 - | 2003 RN4               | 3 de setembre de 2003  | Socorro              | LINEAR                      |
| 196621 - | 2003 RH5               | 1 de setembre de 2003  | Socorro              | LINEAR                      |
| 196622 - | 2003 RN5               | 1 de setembre de 2003  | Socorro              | LINEAR                      |
| 196623 - | 2003 RX5               | 2 de setembre de 2003  | Socorro              | LINEAR                      |
| 196624 - | 2003 RK9               | 4 de setembre de 2003  | Kitt Peak            | Spacewatch                  |
| 196625 - | 2003 RM10              | 13 de setembre de 2003 | Anderson Mesa        | LONEOS                      |
| 196626 - | 2003 RH11              | 13 de setembre de 2003 | Haleakala            | NEAT                        |
| 196627 - | 2003 RR14              | 13 de setembre de 2003 | Haleakala            | NEAT                        |
| 196628 - | 2003 RV16              | 15 de setembre de 2003 | Palomar              | NEAT                        |
| 196629 - | 2003 RH20              | 15 de setembre de 2003 | Anderson Mesa        | LONEOS                      |
| 196630 - | 2003 RH21              | 15 de setembre de 2003 | Anderson Mesa        | LONEOS                      |
| 196631 - | 2003 RE22              | 14 de setembre de 2003 | Haleakala            | NEAT                        |
| 196632 - | 2003 SH1               | 16 de setembre de 2003 | Kitt Peak            | Spacewatch                  |
| 196633 - | 2003 SO2               | 16 de setembre de 2003 | Kitt Peak            | Spacewatch                  |
| 196634 - | 2003 SC3               | 16 de setembre de 2003 | Palomar              | NEAT                        |
| 196635 - | 2003 SO3               | 16 de setembre de 2003 | Palomar              | NEAT                        |
| 196636 - | 2003 SA4               | 16 de setembre de 2003 | Kitt Peak            | Spacewatch                  |
| 196637 - | 2003 SF8               | 16 de setembre de 2003 | Kitt Peak            | Spacewatch                  |
| 196638 - | 2003 SO10              | 17 de setembre de 2003 | Kitt Peak            | Spacewatch                  |
| 196639 - | 2003 SD13              | 16 de setembre de 2003 | Kitt Peak            | Spacewatch                  |
| 196640 - | 2003 SO15              | 17 de setembre de 2003 | Heppenheim           | F. Hormuth                  |
| 196641 - | 2003 SP17              | 17 de setembre de 2003 | Kvistaberg           | Uppsala-DLR Asteroid Survey |
| 196642 - | 2003 SR17              | 17 de setembre de 2003 | Kitt Peak            | Spacewatch                  |
| 196643 - | 2003 SH18              | 16 de setembre de 2003 | Kitt Peak            | Spacewatch                  |
| 196644 - | 2003 ST23              | 17 de setembre de 2003 | Kitt Peak            | Spacewatch                  |
| 196645 - | 2003 SW23              | 17 de setembre de 2003 | Kitt Peak            | Spacewatch                  |
| 196646 - | 2003 SY23              | 17 de setembre de 2003 | Kitt Peak            | Spacewatch                  |
| 196647 - | 2003 SL25              | 17 de setembre de 2003 | Kitt Peak            | Spacewatch                  |
| 196648 - | 2003 SP25              | 17 de setembre de 2003 | Kitt Peak            | Spacewatch                  |
| 196649 - | 2003 SG26              | 17 de setembre de 2003 | Haleakala            | NEAT                        |
| 196650 - | 2003 SM26              | 17 de setembre de 2003 | Haleakala            | NEAT                        |
| 196651 - | 2003 SN28              | 18 de setembre de 2003 | Palomar              | NEAT                        |
| 196652 - | 2003 SG30              | 18 de setembre de 2003 | Palomar              | NEAT                        |
| 196653 - | 2003 SV30              | 18 de setembre de 2003 | Kitt Peak            | Spacewatch                  |
| 196654 - | 2003 SS34              | 18 de setembre de 2003 | Palomar              | NEAT                        |
| 196655 - | 2003 SY34              | 18 de setembre de 2003 | Kitt Peak            | Spacewatch                  |
| 196656 - | 2003 SA35              | 18 de setembre de 2003 | Kitt Peak            | Spacewatch                  |
| 196657 - | 2003 SR36              | 18 de setembre de 2003 | Socorro              | LINEAR                      |
| 196658 - | 2003 SJ37              | 16 de setembre de 2003 | Palomar              | NEAT                        |
| 196659 - | 2003 SR38              | 16 de setembre de 2003 | Palomar              | NEAT                        |
| 196660 - | 2003 SQ40              | 16 de setembre de 2003 | Palomar              | NEAT                        |
| 196661 - | 2003 SL41              | 17 de setembre de 2003 | Palomar              | NEAT                        |
| 196662 - | 2003 SO43              | 16 de setembre de 2003 | Anderson Mesa        | LONEOS                      |
| 196663 - | 2003 SL44              | 16 de setembre de 2003 | Anderson Mesa        | LONEOS                      |
| 196664 - | 2003 SD46              | 16 de setembre de 2003 | Anderson Mesa        | LONEOS                      |
| 196665 - | 2003 SJ46              | 16 de setembre de 2003 | Anderson Mesa        | LONEOS                      |
| 196666 - | 2003 SF47              | 16 de setembre de 2003 | Anderson Mesa        | LONEOS                      |
| 196667 - | 2003 SN50              | 18 de setembre de 2003 | Palomar              | NEAT                        |
| 196668 - | 2003 SW50              | 18 de setembre de 2003 | Palomar              | NEAT                        |
| 196669 - | 2003 SK51              | 18 de setembre de 2003 | Palomar              | NEAT                        |
| 196670 - | 2003 ST52              | 19 de setembre de 2003 | Palomar              | NEAT                        |
| 196671 - | 2003 SU53              | 16 de setembre de 2003 | Kitt Peak            | Spacewatch                  |
| 196672 - | 2003 SY54              | 16 de setembre de 2003 | Anderson Mesa        | LONEOS                      |
| 196673 - | 2003 SZ54              | 16 de setembre de 2003 | Anderson Mesa        | LONEOS                      |
| 196674 - | 2003 SR56              | 16 de setembre de 2003 | Kitt Peak            | Spacewatch                  |
| 196675 - | 2003 SV56              | 16 de setembre de 2003 | Kitt Peak            | Spacewatch                  |
| 196676 - | 2003 SQ59              | 17 de setembre de 2003 | Anderson Mesa        | LONEOS                      |
| 196677 - | 2003 ST60              | 17 de setembre de 2003 | Kitt Peak            | Spacewatch                  |
| 196678 - | 2003 SD61              | 17 de setembre de 2003 | Socorro              | LINEAR                      |
| 196679 - | 2003 SP61              | 17 de setembre de 2003 | Socorro              | LINEAR                      |
| 196680 - | 2003 SB63              | 17 de setembre de 2003 | Kitt Peak            | Spacewatch                  |
| 196681 - | 2003 SZ63              | 17 de setembre de 2003 | Črni Vrh             | Črni Vrh                    |
| 196682 - | 2003 SK64              | 18 de setembre de 2003 | Campo Imperatore     | CINEOS                      |
| 196683 - | 2003 SY64              | 18 de setembre de 2003 | Campo Imperatore     | CINEOS                      |
| 196684 - | 2003 SZ64              | 18 de setembre de 2003 | Campo Imperatore     | CINEOS                      |
| 196685 - | 2003 SB65              | 18 de setembre de 2003 | Campo Imperatore     | CINEOS                      |
| 196686 - | 2003 SC65              | 18 de setembre de 2003 | Campo Imperatore     | CINEOS                      |
| 196687 - | 2003 SH65              | 18 de setembre de 2003 | Anderson Mesa        | LONEOS                      |
| 196688 - | 2003 SQ66              | 18 de setembre de 2003 | Campo Imperatore     | CINEOS                      |
| 196689 - | 2003 SY67              | 16 de setembre de 2003 | Haleakala            | NEAT                        |
| 196690 - | 2003 SD70              | 17 de setembre de 2003 | Kitt Peak            | Spacewatch                  |
| 196691 - | 2003 SO70              | 17 de setembre de 2003 | Haleakala            | NEAT                        |
| 196692 - | 2003 SE71              | 18 de setembre de 2003 | Kitt Peak            | Spacewatch                  |
| 196693 - | 2003 SX73              | 18 de setembre de 2003 | Kitt Peak            | Spacewatch                  |
| 196694 - | 2003 SD74              | 18 de setembre de 2003 | Kitt Peak            | Spacewatch                  |
| 196695 - | 2003 SL74              | 18 de setembre de 2003 | Kitt Peak            | Spacewatch                  |
| 196696 - | 2003 SK75              | 18 de setembre de 2003 | Kitt Peak            | Spacewatch                  |
| 196697 - | 2003 SY76              | 19 de setembre de 2003 | Kitt Peak            | Spacewatch                  |
| 196698 - | 2003 SV77              | 19 de setembre de 2003 | Kitt Peak            | Spacewatch                  |
| 196699 - | 2003 SX78              | 19 de setembre de 2003 | Kitt Peak            | Spacewatch                  |
| 196700 - | 2003 SX80              | 19 de setembre de 2003 | Kitt Peak            | Spacewatch                  |